# Giacomo Bellei
Giacomo Bellei (Zevio, 7 de febrero de 1988) es un jugador profesional de voleibol italiano, juego de posición opuesto. Desde la temporada 2018/2019, ha estado jugando el equipo Conad Reggio Emilia.

## Palmarés

### Clubes
Supercopa de Italia:
- 2006

Challenge Cup:
- 2016

### Selección nacional
Campeonato Europeo Sub-19:
- 2006